# Абдуллаева, Лейла Яшар кызы
Абдуллаева, Лейла Яшар кызы (азерб. Leyla Yaşar qızı Abdullayeva; род. 1981, Баку) — азербайджанский дипломат. Глава пресс-службы МИД Азербайджана (2018—2022). Чрезвычайный и полномочный посол Азербайджана во Франции (с 2022).

## Биография
Лейла Абдуллаева родилась в 1981 году в Баку. Окончила факультет международного права и международных отношений Бакинского государственного университета. Получила степень магистра.
С 2002 года работала в МИД Азербайджана. Являлась ответственной по вопросам региональной безопасности, участия Азербайджана в региональных международных организациях.
Являлась дипломатическим сотрудником посольства Азербайджана в Бельгии, представительстве Азербайджана при Европейском Союзе, представительстве Азербайджана при НАТО.
Являлась заместителем директора Агентства международного развития Азербайджана.
Глава пресс-службы МИД Азербайджана (2018—2022).
17 октября 2022 года Президент Азербайджана Ильхам Алиев подписал распоряжение о назначении Лейлы Абдуллаевой чрезвычайным и полномочным послом Азербайджана во Франции. 14 января 2023 года Абдуллаева вручила свои верительные грамоты президенту Франции Эммануэлю Макрону.
5 апреля 2024 года послом было дано подробное интервью на телевидении «Openboxtv» с ведущим Аленом Жюйе, бывшим директором разведки Генерального управления внешней безопасности Франции, в котором подробно представлена позиция Азербайджана по текущим международным событиям и текущем положении Азербайджана.

## Награды
- Медаль «За отличие в дипломатической службе» (2018)[8]